# Хрисопиги (дем Сяр)
Хрисопиги (на гръцки: Χρυσοπηγή, Хрисопиги) е село в Гърция, дем Сяр (Серес), област Централна Македония.

## География
Селото се намира в южните склонове на планината Шарлия (Врондос), на около 10 километра северно от град Сяр (Серес).

## История
Селото е основано като скотовъдно планинско селище. Регистрирано е официално в 1961 година.
| Година    | 1913 | 1920 | 1928 | 1940 | 1951 | 1961 | 1971 | 1981 | 1991 | 2001 | 2011 | 2021 |
| --------- | ---- | ---- | ---- | ---- | ---- | ---- | ---- | ---- | ---- | ---- | ---- | ---- |
| Население |      |      |      |      |      | 18   | 5    | 41   | 5    | 4    | 27   | 30   |